# Cantó de Sennecey-le-Grand
El cantó de Sennecey-le-Grand és un cantó francès del departament de Saona i Loira, situat al districte de Chalon-sur-Saône. Té 17 municipis i el cap és Sennecey-le-Grand.

## Municipis
- Beaumont-sur-Grosne
- Boyer
- Bresse-sur-Grosne
- Champagny-sous-Uxelles
- La Chapelle-de-Bragny
- Étrigny
- Gigny-sur-Saône
- Jugy
- Laives
- Lalheue
- Mancey
- Montceaux-Ragny
- Nanton
- Saint-Ambreuil
- Saint-Cyr
- Sennecey-le-Grand
- Vers

## Història
| Data d'elecció                           | Identitat            | Partit                     | Qualitat |
| ---------------------------------------- | -------------------- | -------------------------- | -------- |
| 1945-1949                                | Alphonse Guillemeney | SFIO                       |          |
| 1949-1961                                | André Guillemaud     | RPF, després Divers droite |          |
| 1961-1967                                | Robert Mangematin    | Divers droite              |          |
| 1967-1979                                | Jean Braillon        | RI, després UDF            |          |
| 1979-1985                                | Daniel Cautel        | PS                         |          |
| 1985-2011                                | Jean-Paul Emorine    | UDF, després UMP           |          |
| 2011-                                    | Cécile Untermaier    | PS                         |          |
| les dades anteriors no són pas conegudes |                      |                            |          |
|                                          |                      |                            |          |

## Demografia
| A partir de 1990: Població sense dobles comptes |